# سیجی سونودا
سیجی سونودا (ژاپنی: 園田 清次؛ زادهٔ ۳۰ نوامبر ۱۹۸۸) یک بازیکن فوتبال اهل ژاپن است.
از باشگاه‌هایی که در آن بازی کرده‌است می‌توان به باشگاه فوتبال توکیو وردی اشاره کرد.